# Mario Leyton Soto
Mario Leyton Soto (Rengo, 1932) es un pedagogo y profesor chileno, que se desempeñó como subsecretario de Educación Pública bajo el gobierno del presidente Eduardo Frei Montalva entre 1964 y 1965. Obtuvo el Premio Nacional de Ciencias de la Educación en 2009.

## Familia y estudios
Nació en 1930, en la ciudad de Rengo, hijo de Juan Leyton y Rogelia Soto, matrimonio el cual tuvo ocho hijos, cuatro mujeres y cuatro hombres, siendo uno de ellos Esteban, quien fuera diputado, regidor y alcalde por Rengo.
Se recibió de profesor de historia, geografía y educación cívica de la Universidad de Chile, en 1956. Posteriormente recibió su doctorado en el Área de Planificación Educacional, Currículum y Evaluación Educacional en la Universidad de Chicago, Estados Unidos, en 1964.[cita requerida]

## Vida pública
Entre 1965 y 1966, fue director de la Comisión de Currículum del Ministerio de Educación, en esos mismos años fundó y dirigió el Centro de Perfeccionamiento Experimentación e Investigaciones Pedagógicas (CPEIP) hasta 1973. Además, colaboró en la transformación del antiguo sistema de bachillerato hacia la Prueba de Aptitud Académica (PAA), así como en la composición del Sistema de Medición de la Calidad Educativa (SIMCE).
Tras su trabajo como subsecretario de Educación Pública, le siguen otras asesorías y consultorías en proyectos de organismos como la OEA y la Unesco.[cita requerida]
Sus actividades docentes abarcan diferentes temáticas, entre las que se destacan sus seminarios dirigidos a técnicos de Ministerio de Educación sobre Planeamiento Curricular en países como Paraguay, Perú, Venezuela, Panamá, Costa Rica, Argentina y Colombia.[cita requerida]
Fue también parte del directorio de la Universidad Metropolitana de Ciencias de la Educación UMCE y profesor de las cátedras del programa de Magíster de la misma institución.[cita requerida]
En la actualidad es académico del magíster del Departamento de Educación de la Universidad de Santiago (USACH) y consejero emérito del Consejo Asesor del Liceo Experimental Manuel de Salas.[cita requerida]

## Obras
- Tres alternativas para la estructura de la Enseñanza Media en Chile, Ministerio de Educación CPEIP, 1966;
- La nueva Enseñanza Media y sus proyecciones, Ministerio de Educación CPEIP, 1968;
- La reforma educacional en la reiz del pueblo, Ministerio de Educación CPEIP, 1969;
- Planeamiento Educacional: Un modelo Pedagógico, Editorial Universitaria, 1970;
- Educational Innovations in Latina América junto a D Lenke y otro, The Scarecrew Press Inc, 1973;
- Alone, 65 años de crítica literaria: bibliografía CPEIP 1973  (enlace roto disponible en Internet Archive; véase el historial, la primera versión y la última).
- El Centro de Perfeccionamiento, Experimentación e Investigaciones Pedagógicas, CPEIP, 1973;
- Manual de Evaluación Formativa del Currículum junto a B Bloom, A Lewy y otros, Editorial Voluntad, 1976,
- Compendio analítico de la Taxonomía de los objetivos educacionales, ICOLPE, 1976.